# Cabana de volta del Jan
Cabana de volta del Jan és una obra de Guimerà (Urgell) inclosa a l'Inventari del Patrimoni Arquitectònic de Catalunya.

## Descripció
Cabana de volta realitzada amb grans carreus de pedra tallada i muntada en sec. La volta de la coberta és lleugerament rebaixada i al lateral esquerre s'obre una porteta dovellada d'arc de mig punt. Exteriorment s'observa que, pel canvi d'estereotomia, és de factura molt més contemporània. Aquesta cabana de volta queda perfectament inserida dins del paisatge vegetal que l'envolta.